# کانن ئی‌اواس ۱۰۰
کانن ئی‌اواس ۱۰۰ (به انگلیسی: Canon EOS 100) یک دوربین عکاسی تک‌لنزی بازتابی ساخت شرکت کانن است.